# KONTES
KONTES war der Projekt- und spätere Anwendungsname für ein Datenverarbeitungssystem der Deutschen Telekom AG und früheren Deutschen Bundespost.
Die Abkürzung KONTES steht für „Kundenorientierte Neugestaltung der Teilnehmerdienste mit Einsatz von Datenverarbeitungssystemen“. KONTES basierte auf einem MVS- / OS/390-Mainframe von IBM und bestand aus mehreren Teilanwendungen.
Die Anwendung KONTES wurde am 30. Juni 2022 außer Betrieb genommen und abgeschaltet.

## Teilanwendungen

### KONTES-ANDI (Anmeldedienst)
ANDI war die Teilanwendung des damaligen Anmeldedienstes. Hierüber konnten neue Telefonanschlüsse beauftragt oder gekündigt sowie Kundendaten erfasst und geändert werden. ANDI ging etwa im Juni 1979 in Betrieb. In der letzten Phase bis zur Abschaltung Ende Juni 2022 wurde ANDI heute nahezu ausschließlich vom Backoffice/2nd Level genutzt; der aktive Vertrieb (Telekom Shops, Fachgeschäfte etc.) arbeitete mit einem Frontend, welches über Schnittstellen auf KONTES zugriff. ANDI griff ebenfalls über eine Schnittstelle (BFU, Betriebsführungsumsetzer) auf die Vermittlungstechnik zu, zum Beispiel um Änderungen von Leistungsmerkmalen durchzuführen. ANDI kommunizierte ca. im 15-Minuten-Takt mit dem BFU, so dass man über ANDI in der Lage war (bei vorhandener Leitungsführung) einen reinen Telefonanschluss (ohne DSL oder gar Entertain) in höchstens zu 15 Minuten zu schalten oder aufzuheben.

### KONTES-ORKA (Ortskabelbeschaltung)
ORKA verwaltete alle Datenbestände des Zugangsnetzes der Telekom wie Beschaltungen, Leitungslängen, freie Doppeladern und vieles mehr. Bei einer Neubeauftragung eines Telefonanschlusses ermittelte ORKA automatisch eine mögliche Leitungsführung. Die ORKA-Daten waren zudem maßgeblich für die Verfügbarkeit von T-DSL. Auch die Online-Verfügbarkeitsprüfung griff (über das ADSL Server System / FlexProd und mehrere Schnittstellen) auf diese Daten zurück. ORKA ging nahezu gleichzeitig mit ANDI in Betrieb.
Leitungen im Verbindungsnetz, die das Zugangsnetz nicht berühren, wurden nicht in ORKA, sondern in der Anwendung REBELL erfasst.
Zur Vorbereitung des geplanten Shutdowns von KONTES wurde am 20. Juni 2022 die Konsistenzsicherung zwischen den Applikationen KONTES-ORKA und FlexProd deaktiviert.

### KONTES-REDI (Rechnungsdienst)
Die Rechnungserstellung erfolgte anhand der KONTES-Daten und Einheiteninformationen der digitalen Vermittlungstechnik automatisch über REDI. Zu Zeiten der analogen Vermittlungstechnik wurden dieses Daten manuell eingegeben. REDI war eine der letzten Teilanwendungen, die in Betrieb gingen.
Update: Diese Anwendung gibt es nicht mehr, sie wurde ersetzt durch „Spring Redi3“. Redi3 formatiert die Daten und gibt sie an die Anwendung FAKT weiter.

### KONTES-FAKT (Fakturierung)
FAKT war ein tabellengesteuertes Fakturierungssystem.
Tabellengesteuert bedeutet, dass in dem System die Datenverarbeitung mittels Tabellen vorgenommen wird. Jeder Auftrag oder jeder Kommunikationsdatensatz wird in Form einer Zeile in einer oder mehreren Tabellen gespeichert. Jedes Produkt wird in Form einer Zeile in mehreren Tabellen gespeichert.
Bei Rechnungsschreibungsläufen rufen die Programme nacheinander diese Zeilen aus bestimmten Tabellen ab und verarbeiten diese zu einzelnen Rechnungspositionen. Diese Rechnungspositionen werden wiederum auf mehreren Tabellen gespeichert. Aus allen Rechnungspositionen zu einer Rechnung wird nun die gesamte Rechnung eines Empfängers zusammengestellt.
Dieser Vorgang findet für alle Empfänger einer Absendegruppe in einem sog. Batch-Lauf statt. Es gibt 20 solcher Absendegruppen und somit 20 Tage im Monat, an denen Rechnungen gedruckt werden. Die Absendegruppe wird einem Kunden bei Neuanlage in den Systemen automatisch zugeteilt. Somit ist sichergestellt, dass sowohl die Druckerei als auch die Buchhaltung gleichmäßig ausgelastet sind.

### KONTES-BUDI (Buchdienst)
BUDI war für die Pflege der Telefonbucheinträge und als Datenbasis für den Auskunftsdienst verantwortlich.
BUDI ist inzwischen abgelöst durch die Anwendung Prokom.

### KONTES-FEDI (Fernsprechentstördienst)
FEDI war die Anwendung des damaligen Fernsprechentstördienstes um Störungen von Fernsprechteilnehmern aufzunehmen und in Papierform an die zuständigen Techniker weiterzuleiten. FEDI ging nie in den Wirkbetrieb. Anfang der 1990er Jahre wurde dafür das System StöBTS eingeführt, das bereits Ende der 1990er von den Nachfolgeanwendungen SMILE (für den Privatkundenservice) und TESY (für den Geschäftskundenservice) abgelöst, welche wiederum 2005 zum Teil durch SKS-WMS (Workflow-Management-System; auf Basis von Remedy ARS) ersetzt wurden.

### KONTES-AUDI (Auskunftsdienst)
AUDI wurde für die damalige Fernsprechauskunft konzipiert und ging gemeinsam mit BUDI 1980 in Betrieb. Bereits seit geraumer Zeit wird AUDI durch andere Anwendungen ersetzt. Das Beauftragen sowie Ändern von Telefonbucheinträgen erfolgte später über die Anwendung Redak98, welche über ein Webfrontend in FrontEnd 2000 integriert war. Aktuell werden die Bucheinträge über die Anwendung ProKom angelegt und geändert, welche ebenfalls durch ein Webinterface in FrontEnd 2000 und CRM-T integriert ist.

## Bedienung
Da KONTES in den 1970er Jahren für einen OS/390 Mainframe konzipiert wurde, hatte sich bis zur Abschaltung fast nichts an der damals typischen Terminal-Bedienung geändert. In der letzten Phase wurde jedoch statt Hardware-Terminals eine Softwareemulation eingesetzt, mit der man sich auf einen KONTES-Proxy verbunden hat.
Die eigentliche Bedienung der KONTES-Anwendungen erfolgte über so genannte Transaktionscodes (TAC), mit denen definierte Funktionen und Eingabemasken aufgerufen werden. Der ORKA-TAC OA31 rief beispielsweise die Suchmaske auf, um die Leitungsführung anhand einer Leitungsbezeichnung anzuzeigen. AP hingegen rief ie Suchmaske auf, um einen Kunden anhand von Kundendaten zu suchen und anschließend seine Produkte zu bearbeiten (AuftragsbearbeitungProdukte), IT (InformationTeilnehmeranschluss) usw.

## Sonstiges
- Die Pflege und Administration erfolgte bis zur Abschaltung Ende Juni 2022 durch Deutsche Telekom Technik GmbH.
- Die Leitungsführungen wurden vor Einführung von ORKA zusammen mit der Kundenanschrift auf Karteikarten, den sogenannten Nummernkarten, geschrieben und bei den meist auf Baubezirksebene angesiedelten Schaltplätzen verwaltet.
- Die Deutsche Telekom strebte aufgrund der hohen Betriebskosten schon mehrfach die Überführung des KONTES-Systems in eine zeitgemäßere Architektur an.
- Am 30. Juni 2022 endete die Ära KONTES bei der Deutschen Telekom.
- KONTES war über ca. 40 Jahre das Rückgrat zur Verwaltung des Kupfernetzes der Deutschen Telekom.